# サンエーハンビータウン
サンエーハンビータウンは、沖縄県中頭郡北谷町北前にあるサンエーが運営する総合スーパー（GMS）である。
コンセプトは1990年のオープン当時は「楽園で待ってる。」。2005年のリニューアルから2012年までは「ここから始まる　心地いい時間」。2012年以降は「心地よく、毎日くつろげるところ」。
店舗名の「ハンビー」は、同施設が米軍のハンビー飛行場跡地に建設されていることに由来している。

## 沿革
1990（平成2）年11月24日 - 「ハンビータウン」開店。
2001（平成13）年12月1日 - 営業時間を深夜12時まで延長。
2005（平成17）年7月1日 - 「サンエーハンビー電器館withデオデオ」が宜野湾市に開店した大山シティへの移転のため閉館。これに伴うリニューアルを実施。
2006（平成18）年7月20日 - 営業時間を午前9時開店に変更。
2012（平成24）年2月18日 - リニューアルオープン。ドラッグストア「マツモトキヨシ」と、同社初となる「デオデオ　モバイル・マーケット」（携帯電話コーナー）がオープン。
2015（平成27）年10月1日 - 営業時間を午後11時閉店に変更（一部テナントを除く）。
2016（平成28）年4月29日 - リニューアルオープン。「無印良品」を中心とした1階部分、2階には同社初となる出産準備用品やマタニティ用品に特化した「しあわせ空間 ベビー館」をオープン。これに伴い、2階の衣料館を縮小。
2020（令和2）年4月21日 - 営業時間を午後10時閉店に変更。なお、食品館は午後11時閉店。
2021（令和3）年2月14日 - ベビー館が閉店。同年4月に県内2店舗目となる 「アカチャンホンポ」がオープン。また、衣料館を縮小し、100円ショップの「キャンドゥ」が入居した。
2023（令和5）年1月21日 - 食品館を含め、全館の営業時間を午後10時閉店に変更。

## 主なテナント
- ABCマート
- au Style
- タツミヤ
- ハニーズ
- マツモトキヨシ（サンエー直営）
- 無印良品（サンエー直営）
- メガネスーパー
- 山城時計店
- アカチャンホンポ（サンエー直営）
- キャンドゥ
- 宮脇書店

## アクセス

### 路線バス
ハンビータウン前バス停下車、徒歩2分。
- 63番（謝苅線）　（琉球バス交通）
- 263番（謝苅おもろまち線）　（琉球バス交通）

## 外部サイト
- サンエーハンビータウン（公式サイト）